# Ормашени
Ормашени (груз. ორმაშენი) — село в подчинении сельской административно-территориальной единицы Ипнари Дманисского муниципалитета, края Квемо-Картли республики Грузия со 100%-ным азербайджанским населением.

## История
В 1839-1845 годах в селе поселились и проживали духоборы — этнические русские, которые подвергались гонениям в царской России.

### Топоним
из двух слов «орман шен» обилие леса, что соответствует географическому расположению села, посередине леса. Топоним села образован из двух тюркских слов — «irem» и «şen», которые в переводе на русский язык означают «русло реки» и «село».

## География
Село расположено на северном склоне горы Люкюн-Шинди, в 22 км к северо-западу от районного центра Дманиси, на высоте 1320 метров от уровня моря.
Граничит с городом Дманиси, селами Бахчалари, Саджа, Ипнари, Кызыладжло, Карабулахи, Квемо-Карабулахи, Земо-Карабулахи, Гедагдаги, Аха, Шихлы, Дагарухло, Пантиани, Шоршолети, Кариани, Камарло, Шахмарло, Согутло, Усеинкенди, Мамишлари, Муздулари, Земо-Саламалейки, Сафигле, Шиндилиари, Кизылкилиса (Цителсакдари), Бослеби, Каклиани Дманисского Муниципалитета.

## Население
По данным Государственного статистического комитета Грузии, согласно официальной переписи 2002 года, численность населения села Ормашени составляет 206 человек и на 100 % состоит из азербайджанцев.

## Экономика
Население в основном занимается овцеводством, скотоводством и овощеводством.

## Достопримечательности
- Средняя школа[10]

## Известные уроженцы
- Гаралов, Захид Ибрагим оглу — профессор, доктор педагогических наук;[11]